# Carolina Vieira de Araújo
Carolina Vieira de Araújo (25 de junio de 1995) es una deportista brasileña que compite en taekwondo. Ganó una medalla de oro en el Campeonato Panamericano de Taekwondo de 2024, en la categoría de –53 kg.

## Palmarés internacional
| Campeonato Panamericano | Campeonato Panamericano | Campeonato Panamericano | Campeonato Panamericano |
| Año                     | Lugar                   | Medalla                 | Categoría               |
| ----------------------- | ----------------------- | ----------------------- | ----------------------- |
| 2024                    | Río de Janeiro (Brasil) | Medalla de oro          | –53 kg                  |